# Langues na-qianguiques
Les langues na-qianguiques sont un sous-groupe de langues de la famille tibéto-birmane. Elles forment avec les langues lolo-birmanes le groupe des langues birmano-qianguiques.

## Classification interne
Les quinze langues na-qianguiques, dans la classification de G. Jacques et A. Michaud (2011), rassemblent plusieurs sous-groupes, dont les langues naïques, les langues ersuiques et les langues qianguiques : 
- langues ersuiques
  - ersu
  - lizu
  - tosu
- guiqiong
- langues naïques
  - langues na
    - lazé
    - na (mosuo)
    - naxi

  - namuyi
  - shixing
- langues qianguiques